# بوزی سیف
بوزی سیف، روستایی از توابع بخش مرکزی شهرستان شادگان در استان خوزستان ایران است. این روستا همان شهر تاریخی باسیان است.

## جمعیت
این روستا در دهستان بوزی قرار دارد و براساس سرشماری مرکز آمار ایران در سال ۱۳۸۵، جمعیت آن ۲٬۲۸۴ نفر (۳۹۴خانوار) بوده‌است.